# 金子宗太朗
白神 宗太朗（しらかみ そうたろう、1986年10月30日 - ）は、東京都出身のバスケットボール選手である。ポジションはG-F。
旧姓は金子。

## 来歴
世田谷学園高校卒業後、横浜ギガスピリッツに入団。
2013年7月、仙台89ERSに練習生として加入、同年11月選手契約を結んだ。2014年3月2日の群馬クレインサンダーズ戦で初先発を果たした。
2014年6月、2014-15シーズンの契約を結んだ。同年7月、チームキャプテンに就任した。同シーズン終了後退団。

## 経歴
- 多摩ボンバーズ（1997-99） - 多摩市立聖ヶ丘中学校（1999-02） - 世田谷学園高校（2002-05） - エクセレンス東京（2005-07）- 横浜ギガスピリッツ（2007-10） - 仙台89ERS（bjリーグ、2013-2015）

## 記録
| シーズン | チーム | GP | GS | MPG | FG%  | 3P%  | FT%  | RPG | APG | SPG | BPG | TO  | PPG |
| -------- | ------ | -- | -- | --- | ---- | ---- | ---- | --- | --- | --- | --- | --- | --- |
| 2013-14  | 仙台   | 18 | 2  | 3.3 | .222 | .000 | .429 | 0.3 | 0.2 | 0.2 | 0.1 | 0.2 | 0.6 |
| 2014-15  | 仙台   | 19 |    | 5.5 | .333 | .222 | .667 | 0.5 | 0.2 | 0.2 | 0.1 | 0.2 | 1.1 |